# Meme
Meme (/miːm/, đọc như "mim"), còn gọi là nhận thức lan truyền, là một quan niệm, hành vi, hoặc phong cách lan truyền từ người này sang người khác trong một ý thức hệ thường với mục đích truyền tải một hiện tượng, chủ đề, hoặc ý nghĩa cụ thể do meme đại diện. Một meme hoạt động như một đơn vị để mang những quan niệm, biểu tượng, hoặc những thói quen thuộc về ý thức hệ có thể truyền tải từ ý tưởng của người này sang người khác thông qua việc viết, nói, cử chỉ, nghi thức, hoặc các hiện tượng có thể mô phỏng khác, cùng với một chủ tố được bắt chước. Những người ủng hộ khái niệm này xem các meme như là những mô hình thuộc văn hóa có liên quan đến các gen mà trong đó chúng tự sao chép, biến đổi, và phản ứng lại với những áp lực chọn lọc.
Những người khởi xướng lý giải rằng các meme là một hiện tượng lây lan có thể tiến hóa bằng chọn lọc tự nhiên theo một cách thức tương tự như tiến hóa sinh học. Các meme làm điều này bằng các quá trình của sự biến hóa, thay đổi, cạnh tranh, và kế thừa, mỗi quá trình đều ảnh hưởng đến sự thành công của việc tạo ra meme. Những meme lây lan thông qua hành vi mà chúng phát sinh trong những cơ thể vật chủ. Các meme ít sinh sôi nảy nở hơn sẽ trở nên tuyệt chủng, trong khi số khác có thể sống sót, lây lan, và biến đổi (để tốt hơn hoặc xấu hơn). Các meme được sao chép một cách hiệu quả nhất sẽ đạt nhiều thành công hơn, và một số có thể sao chép một cách hiệu quả ngay cả khi chúng tỏ ra bất lợi cho sự an lạc của những vật chủ.
Một lĩnh vực nghiên cứu gọi là memetics đã xuất hiện trong những năm 1990 để khám phá những khái niệm và sự truyền lại của các meme trong những giao tiếp của một mô hình tiến hóa. Sự chỉ trích từ những ý kiến trái chiều đã thử thách ý niệm rằng nghiên cứu khoa học có thể kiểm tra các meme theo cách thực nghiệm. Tuy nhiên, những sự phát triển trong hình ảnh chức năng não làm cho việc nghiên cứu bằng thực nghiệm trở nên khả thi. Một số nhà xã hội học đặt câu hỏi cho ý tưởng này rằng người ta có thể phân loại văn hóa một cách đầy ý nghĩa dựa trên những đơn vị rời rạc, và đặc biệt chỉ trích bản chất sinh học của nền tảng lý thuyết. Số khác cho rằng việc sử dụng thuật ngữ này là kết quả của sự hiểu lầm đề xuất ban đầu.
Từ meme là một từ mới được Richard Dawkins đặt. Nó có nguồn gốc từ cuốn sách The Selfish Gene (tạm dịch: gen ích kỉ) năm 1976 của Dawkins. Thái độ của chính Dawkins khá mơ hồ: ông hoan nghênh gợi ý của N. K. Humphrey rằng "các meme nên được xem như những cấu trúc sống, chứ không phải chỉ là phép ẩn dụ" và đề nghị xem các meme như "trú ngụ tự nhiên trong não". Sau đó, ông lại cho rằng những ý tưởng ban đầu của ông phỏng chừng đơn giản hơn trước khi ông tán đồng với quan điểm của Humphrey.

## Từ nguyên
Từ meme là dạng rút gọn (mô phỏng từ gene) của mimeme (từ tiếng Hy Lạp cổ μίμημα phát âm [míːmɛːma] mīmēma, "điều được mô phỏng", từ μιμεῖσθαι mimeisthai, "mô phỏng", từ μῖμος mimos, "điệu bộ") do nhà sinh học tiến hóa người Anh Richard Dawkins tạo ra trong cuốn The Selfish Gene (1976) như là một khái niệm để thảo luận về các nguyên lý tiến hóa nhằm giải thích sự lan truyền của những ý niệm và hiện tượng văn hóa. Những ví dụ về các meme được đưa trong cuốn sách bao gồm những giai điệu, câu cửa miệng, trang phục, và kỹ thuật xây vòm. Kenneth Pike đã đặt ra những thuật ngữ liên quan emic và etic, tổng quát hóa khái niệm thuộc ngôn ngữ học về phoneme, morpheme, grapheme, lexeme, và tagmeme (do Leonard Bloomfield mô tả), đặc trưng hóa chúng như là cái nhìn nội tại và cái nhìn ngoại lai của hành vi và mở rộng khái niệm thành một lý thuyết tagmemic về hành vi con người (đạt đến đỉnh cao trong cuốn Language in Relation to a Unified Theory of the Structure of Human Behaviour, 1954).